# Sarcophaga struthioides
Sarcophaga struthioides är en tvåvingeart som beskrevs av Xue, Feng och Liu 1986. Sarcophaga struthioides ingår i släktet Sarcophaga och familjen köttflugor. Inga underarter finns listade i Catalogue of Life.